# Exochus upembaensis
Exochus upembaensis là một loài tò vò trong họ Ichneumonidae.